# SS Statsraad Lehmkuhl
SS Statsraad Lehmkuhl je cvičný trojstěžňový bark využívaný norským námořnictvem.

## Stavba

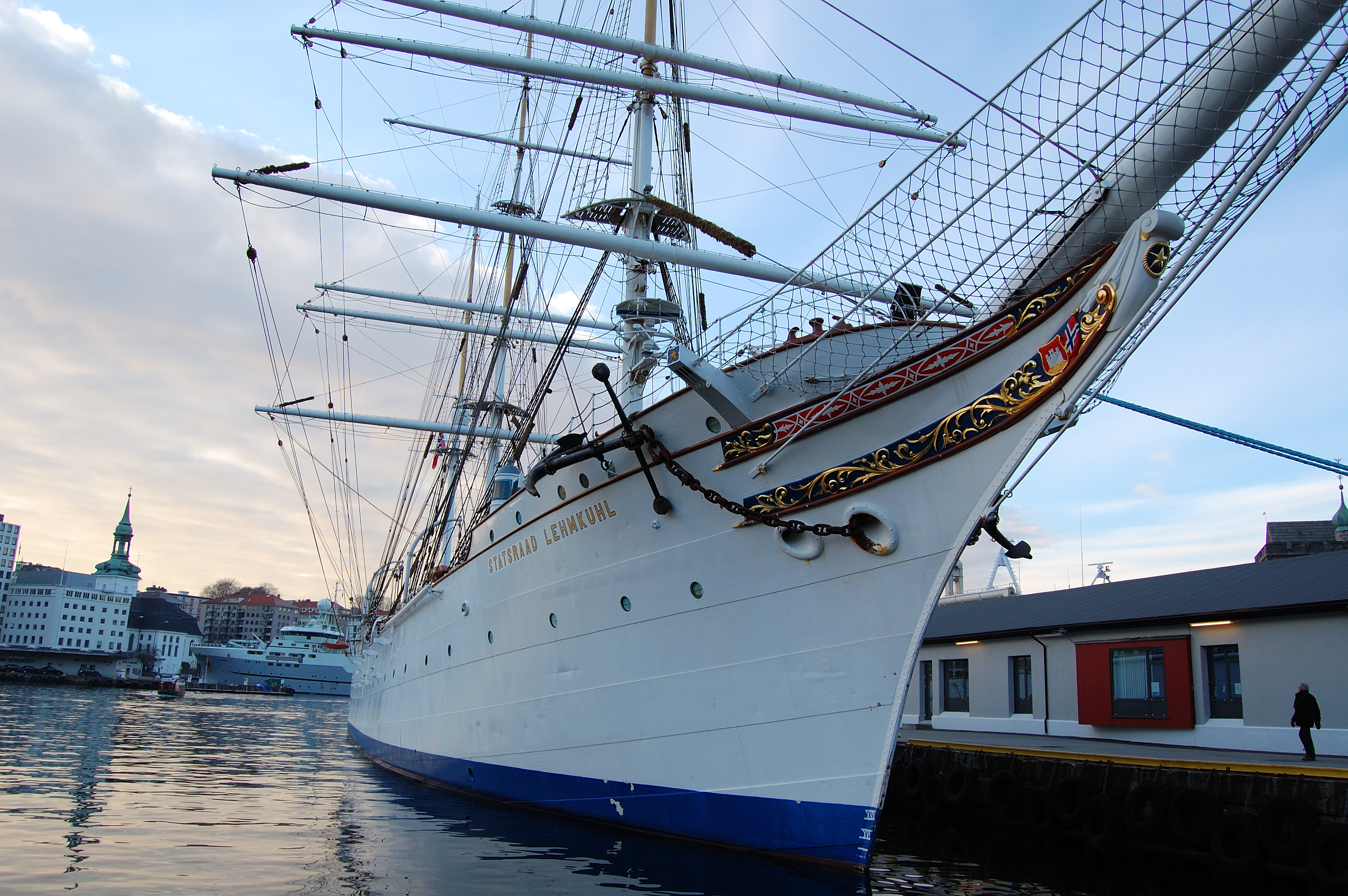
Detail přídě

Plavidlo postavila německá loděnice Johann C. Tecklenberg AG v Bremerhavenu jako cvičnou loď pro německé obchodní loďstvo Grossherzog Friedrich August. Na vodu byla spuštěna roku 1914.

## Konstrukce
Posádku tvoří 20 mužů a 200 kadetů. Celkem 22 plachet má plochu 2026 m2. Plavidlo je vybaveno pomocným dieselem o výkonu 1125 HP, pohánějícím jeden lodní šroub. Nejvyšší rychlost dosahuje přibližně 17 uzlů pod plachtami a 11 uzlů na pomocný pohon.

## Služba

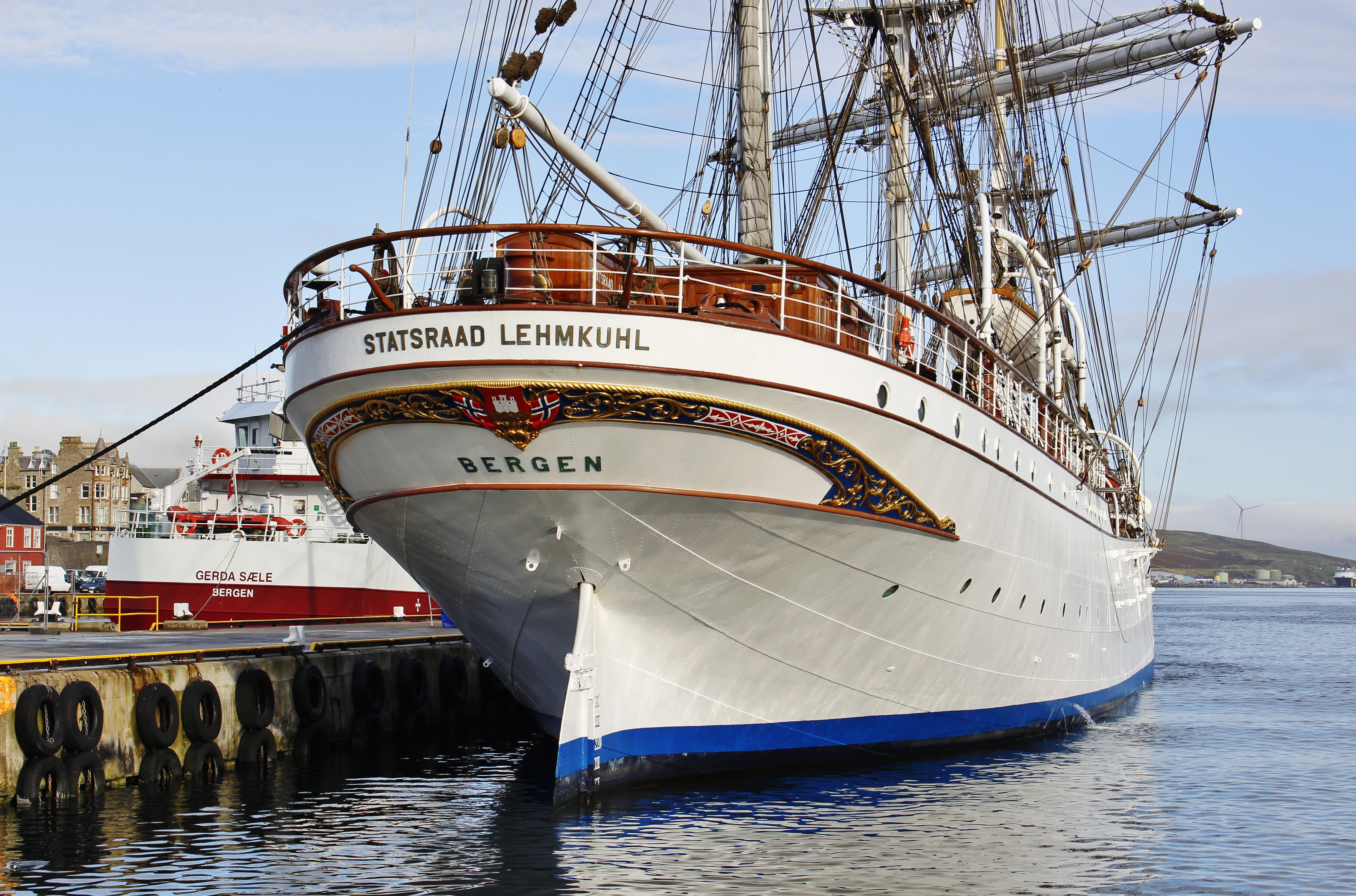
Detail zádě

Za první světové války sloužila jako stacionární cvičná loď Grossherzog Friedrich August. Roku 1919 byla získána Velkou Británií jako válečná kořist. Roku 1923 byla loď prodána do Norska jako Statsraad Lehmkuhl. V letech 1924 až 1967 ji provozovala organizace Bergens Skoleskib. Výjimkou byla pouze válečná léta 1940–1945, kdy ji ukořistilo Německo a sloužila pod jménem Westwärts. V 60. letech se vlastním plavidla dostal do finančních potíží a rozhodl se pro prodej plavidla. Roku 1967 Statsraad Lehmkuhl koupil norský rejdař Hilmar Reksten, který tak chtěl především zabránit prodeji lodi do zahraničí. Provozoval ji v letech 1968–1973. Poté byl její provoz přerušen a roku 1978 ji daroval nadaci Stiftelsen Seilskipet Statsraad Lehmkuhl. Ta je jejím vlastníkem dodnes. Nadace plavidlo pronajímá různým uživatelům. Roku 2002 byla na nějakou dobu zapůjčena německému námořnictvu, které mělo v opravě vlastní cvičnou loď Gorch Fock.